# Філліпс (Небраска)
Філліпс (англ. Phillips) — селище (англ. village) в США, в окрузі Гамільтон штату Небраска. Населення — 320 осіб (2020).

## Географія
Філліпс розташований за координатами 40°53′52″ пн. ш. 98°12′53″ зх. д. / 40.89778° пн. ш. 98.21472° зх. д. (40.897670, -98.214594).  За даними Бюро перепису населення США в 2010 році селище мало площу 0,76 км², уся площа — суходіл.

## Демографія
Згідно з переписом 2010 року, у селищі мешкало 287 осіб у 112 домогосподарствах у складі 78 родин. Густота населення становила 378 осіб/км².  Було 142 помешкання (187/км²).
Расовий склад населення:
| - 98,6 % — білих - 1,0 % — осіб інших рас |

До двох чи більше рас належало 0,3 %. Частка іспаномовних становила 2,8 % від усіх жителів.
За віковим діапазоном населення розподілялося таким чином: 25,1 % — особи молодші 18 років, 64,1 % — особи у віці 18—64 років, 10,8 % — особи у віці 65 років та старші. Медіана віку мешканця становила 41,3 року. На 100 осіб жіночої статі у селищі припадало 100,7 чоловіків;  на 100 жінок у віці від 18 років та старших — 100,9 чоловіків також старших 18 років.
Середній дохід на одне домашнє господарство  становив 60 626 доларів США (медіана — 41 364), а середній дохід на одну сім'ю — 68 999 доларів (медіана — 49 375). Медіана доходів становила 41 964 долари для чоловіків та 25 625 доларів для жінок. За межею бідності перебувало 17,6 % осіб, у тому числі 29,3 % дітей у віці до 18 років та 20,0 % осіб у віці 65 років та старших.
Цивільне працевлаштоване населення становило 145 осіб. Основні галузі зайнятості: виробництво — 22,8 %, роздрібна торгівля — 15,9 %, освіта, охорона здоров'я та соціальна допомога — 13,1 %.